# Macarena (Sevilla)
Macarena és un dels onze districtes en què està dividida a efectes administratius la ciutat de Sevilla, capital de la comunitat autònoma d'Andalusia, en Espanya.
Està situat al centre-nord del municipi. Limita al sud amb els districtes Casco Antiguo i San Pablo-Santa Justa; a l'est i al nord amb el districte Norte; i a l'oest amb el de Triana. Abarca (d'est a oest) des del riu Guadalquivir fins a la Carretera de Carmona i (de nord a sud) des de la Ronda de Circumval·lació de l'ES-30 fins a la Ronda del Casco Antiguo.
El districte conté barris més petits com León XIII, Miraflores, o el Polígono Norte com a segell més representatiu del districte; així com el parc de Miraflores, limítrof ja a la circumval·lació de l'ES-30. El barri compta amb la localització del Parlament d'Andalusia (antic Hospital de las Cinco Llagas), l'Hotel Macarena, la muralla de la Macarena, la Torre de los Perdigones al parc homònim, o l'Hospital Universitari Verge de la Macarena.
Hi ha un petit xoc sempre amb la gràcia i la simpatia dels sevillans, entre el barri de Triana i el barri de la Macarena per intentar arribar a desxifrar quina Verge és més bella en la Madrugá de la Setmana Santa. És una vella rivalitat com la que existeix entre el Sevilla - Betis.

## Etimologia del topònim

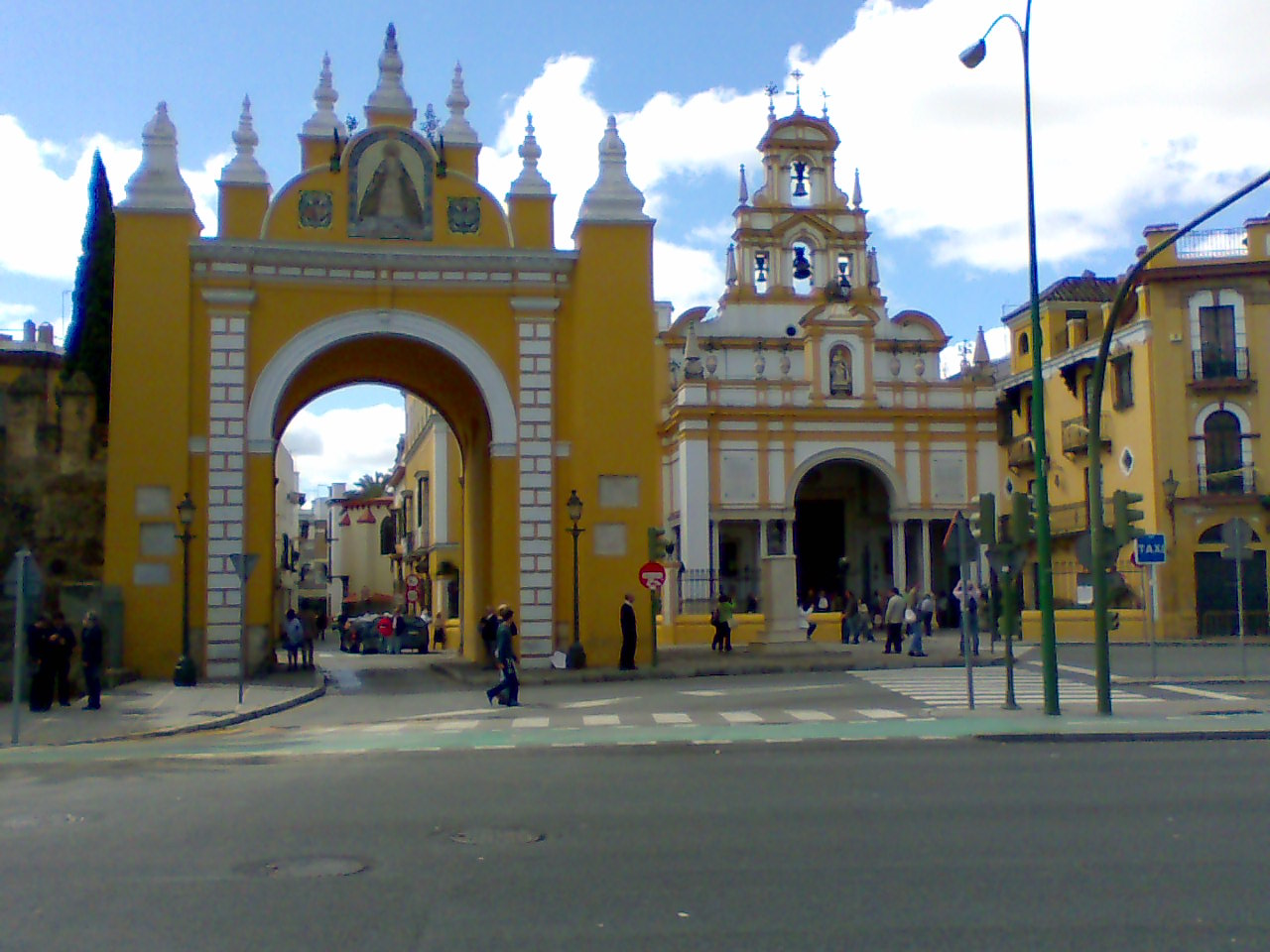
Arc i Basílica de La Macarena.

Es desconeix amb exactitud la procedència el topònim Macarena. Entre les diferents hipòtesis hi ha la possibilitat àrab en el vocable Macarea, o possiblement tingui a veure el nom de Bab–al-Makrin, amb el que era conegut l'arc de la Macarena en temps de la dominació musulmana. Seguint en la cultura àrab, també hi ha la teoria que el nom procedeixi del d'una infanta musulmana que vivia al costat de la muralla.
Una altra de les hipòtesis sobre el seu origen seria la paraula Macarius, procedent de la seva etapa romana, concretament d'un patrici amb aquest nom que hauria tingut grans propietats a la zona, i fins i tot seguint la mateixa línia en el temps altres historiadors vinculen l'origen del seu nom con el de Macària, una filla d'Hèracles.
Al contrari del que comunament es pensa, el barri no pren el seu nom de la venerada imatge de l'Esperança Macarena, sinó que és aquesta Verge la que tenint advocació a l'Esperança pren el nom del barri com a referència.
Les muralles almoràvits estan fetes des de les primera meitat del segle xii amb calç i còdols i tenen un gruix de dos metres. Aquestes muralles han envoltat Sevilla fins a mitjan segle xix. El tram que trobem a la Macarena és el millor conservat.

## Barris

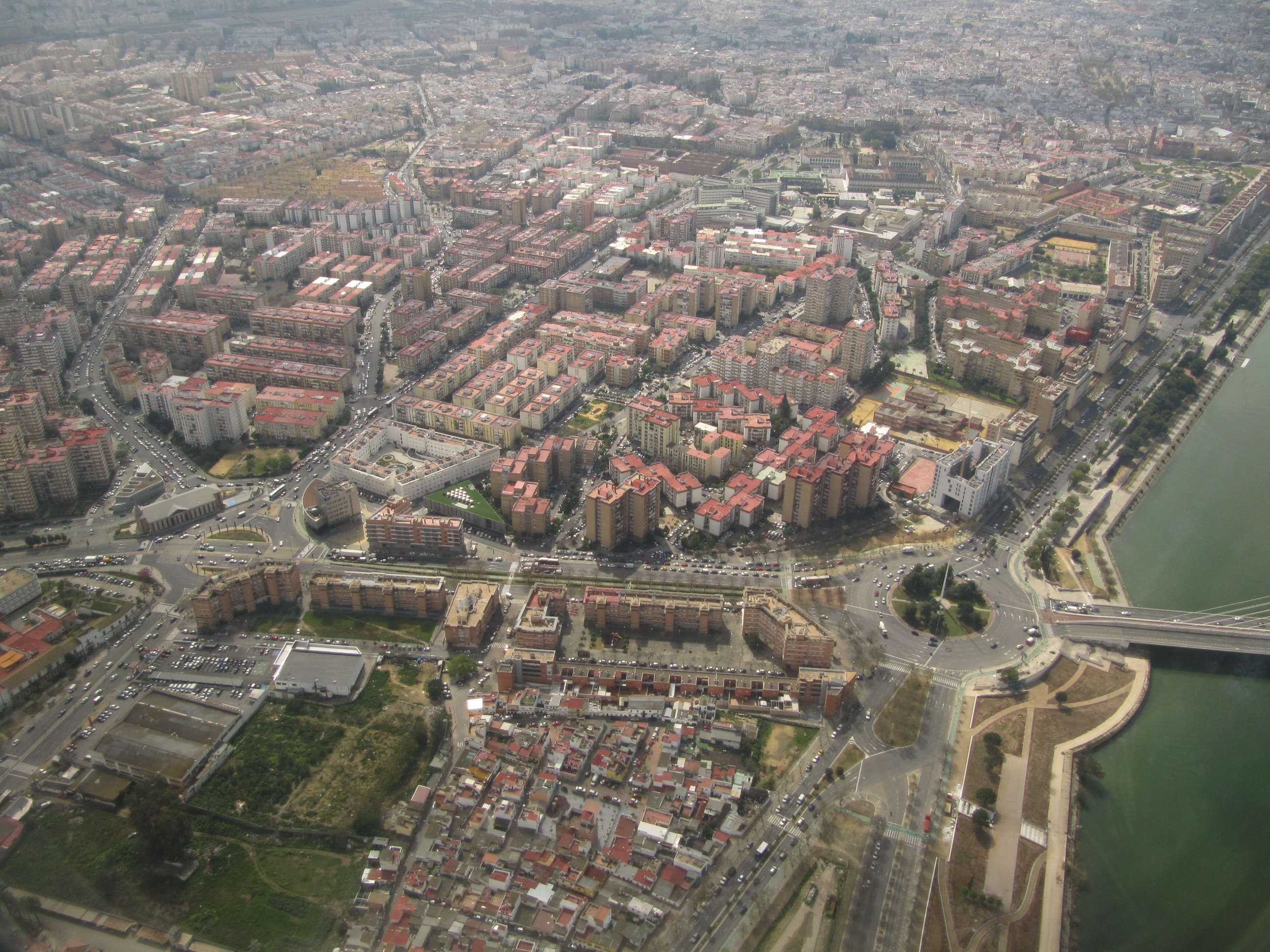
Macarena

Santa María de Ordas-San Nicolás, Pío XII, La Barzola, El Carmen, Cruz Roja-Capuchinos, Villegas, Santas Justa y Rufina-Parque Miraflores, Los Príncipes-La Fontanilla, Begoña-Santa Catalina, Polígono Norte, La Paz-Las Golondrinas, La Palmilla-Doctor Marañón, Hermandades-La Carrasca, Macarena 3 Huertas-Macarena 5, El Torrejón, El Cerezo, Doctor Barraquer-Grupo Renfe-Policlínico, Retiro Obrero, Cisneo Alto-Santa María de Gracia, Campos de Soria, León XIII-Los Naranjos, El Rocío, Pino Flores, Las Avenidas.

## Macarens destacats
- Antonio Machado (1875-1939), un dels escriptors més destacats de la Generació del 98.
- Manuel Machado, poeta espanyol, un dels representants més destacats del Modernisme a Espanya.
- José Díaz Ramos (1896-1942), polític comunista.
- Juanita Reina (1925-1999), actriu i cantant, coneguda com la reina de la copla.
- Trini España (1937-2009), bailaora.
- Macarena Giraldez
- Manuel Vega García (1906-1937), el Carbonerillo.
- Antonio Barrera, torero.
- Aurora Vargas.
- Lalo Tejada, bailaora.
- Pedro Escaracena, pintor.
- Joaquín Amador García, periodista.
- Manuel Pérez Tejera, músic.
- Jesús de la Rosa Luque, músic, cantant i compositor.
- ToteKing, MC.
- Shotta, MC, germà de l'anterior.